# بتو
آنتونیو آلبرتو باستوس پیمپرو (به پرتغالی: António Alberto Bastos Pimparel؛ زادهٔ ۱ مهٔ ۱۹۸۲) که با نام بتو شناخته می‌شود بازیکن فوتبال اهل پرتغال است که در پست دروازه‌بان بازی می‌کرد.
وی همچنین برای تیم ملی پرتغال ۱۶ بازی انجام داده‌است.